# Biathlon alla XXV Universiade invernale
Le gare di biathlon della XXV Universiade invernale si sono svolte dal 29 gennaio al 5 febbraio 2011, nel distretto di Dumlu a Erzurum, in Turchia. In programma nove eventi.

## Podi

### Uomini
| Evento               | Oro            | Tempo   | Argento        | Tempo   | Bronzo            | Tempo   |
| 20 km individuale    | Aleksej Trusov | 57'34.2 | Krasimir Anev  | 57'43.1 | Matej Kazár       | 57'44.6 |
| 10 km sprint         | Artem Pryma    | 28'25.3 | Serhij Semenov | 28'31.7 | Evgenij Garaničev | 28'38.9 |
| 12,5 km inseguimento | Serhij Semenov | 36'08.6 | Artem Pryma    | 36'21.7 | Evgenij Garaničev | 36'31.5 |
| 15 km in linea       | Artem Pryma    | 41'22.2 | Krasimir Anev  | 41'31.2 | Aleksej Trusov    | 41'31.4 |

### Donne
| Evento             | Oro               | Tempo   | Argento              | Tempo   | Bronzo              | Tempo   |
| 15 km individuale  | Dar'ja Virolajnen | 48'13.6 | Franziska Hildebrand | 48'56.9 | Dar'ja Jurkevič     | 49'09.9 |
| 7,5 km sprint      | Vita Semerenko    | 23'39.5 | Evgenija Sedova      | 24'18.7 | Emilija Yordanova   | 24'27.4 |
| 10 km inseguimento | Vita Semerenko    | 32'16.3 | Dar'ja Virolajnen    | 32'33.0 | Evgenija Sedova     | 32'40.1 |
| 12,5 km in linea   | Marija Panfilova  | 42'00.7 | Anna Kunaeva         | 42'47.3 | Stefanie Hildebrand | 43'10.5 |

### Misti
| Evento                   | Oro                                                                  | Tempo     | Argento                                                                     | Tempo     | Bronzo                                                                    | Tempo     |
| Staffetta 2x6 + 2x7,5 km | Ucraina Svetlana Krykončuk Vita Semerenko Artem Pryma Serhij Semenov | 1:24'58.6 | Russia Anastasija Romanova Evgenija Sedova Aleksej Trusov Evgenij Garaničev | 1:27'27.2 | Bulgaria Emilija Yordanova Silvija Georgieva Vladimir Iliev Krasimir Anev | 1:28'46.4 |

## Medagliere
| Posizione | Paese       | Oro | Argento | Bronzo | Totale |
| --------- | ----------- | --- | ------- | ------ | ------ |
| 1         | Ucraina     | 6   | 2       | 0      | 8      |
| 2         | Russia      | 3   | 4       | 4      | 11     |
| 3         | Bulgaria    | 0   | 2       | 2      | 4      |
| 4         | Germania    | 0   | 1       | 1      | 2      |
| 5         | Bielorussia | 0   | 0       | 1      | 1      |
| 5         | Slovacchia  | 0   | 0       | 1      | 1      |
| Totale    | Totale      | 9   | 9       | 9      | 27     |